# رنتندورف
رنتندورف (به آلمانی: Renthendorf) یک شهر در آلمان است که در زاله‌هلتسلاند واقع شده‌است. رنتندورف ۴۲۴ نفر جمعیت دارد.